# King's Quest II: Romancing the Throne
King's Quest II: Romancing the Throne är ett äventyrsspel som kom ut 1985. Spelet är det andra i King's Quest-serien, och samma spelmotor användes som till det första spelet. Historien och spelets generella design utvecklades av Roberta Williams för hennes make Ken Williams företag Sierra On-Line. Roberta var huvuddesigner för alla spel i serien, ända fram till King's Quest: Mask of Eternity (1998).

## Handling
Den magiska spegeln visar för kung Graham hur den vackra Valanice är fångad i ett elfenbenstorn. Graham teleporteras till världen Kolyma där han försöker få tag i de tre nycklarna som krävs för att frita Valanice från den onda häxan Hagatha.

## Påskägg
Det finns två olika påskägg, beroende på vilken version av spelet man har. Det första påskägget visar ett annat Sierra-spel för spelaren. Apple II-versionen ger en försmak av King's Quest III, övriga versioner visar en demo av Space Quest I.
Det andra påskägget visar Batmobilen köra genom en grotta.

## Alternativa versioner
1990 släppte Sierra en ny version av King's Quest I med bland annat uppdaterat användargränssnitt. Planen var att även King's Quest II skulle uppdateras, men på grund av de dåliga försäljningssiffrorna för King's Quest I så slopades dessa planer.
2002 släppte AGD Interactive (då Tierra Entertainment) King's Quest II+: Romancing the Stones  med nya gåtor, bättre grafik, tal och modernare användargränssnitt. 2009 släpptes med Vivendis tillåtelse en uppdaterad version med bland annat bättre ljud.